# 積水樹脂
積水樹脂株式会社（せきすいじゅし、英: Sekisui Jushi Corporation）は、大阪府大阪市北区に本社を置く防音壁、人工芝、防護柵、梱包材などを製造、販売する化学メーカーである。積水化学工業の関連会社であり、積水化学工業と同様、みどり会の会員企業であり三和グループに属している。

## 沿革
- 1954年 - アドヘヤ紙工株式会社を設立。
- 1963年 - 積水アドヘヤ工業株式会社に社名変更。
- 1970年 - 現社名に変更。
- 1971年 - 大阪証券取引所2部に上場。
- 1973年 - 東京証券取引所2部に上場。
- 1986年 - 東京証券取引所、大阪両証券取引所各1部へ指定替え。
- 2024年 - 創業70周年を機に、ロゴマークなどのCI（コーポレート・アイデンティティ）やVI（ビジュアル・アイデンティティ）が改定され、ロゴマークが「SJC」から2行で「SEKISUI JUSHI」へ変更[3]。

## 事業所
- 本社 - 大阪府大阪市北区
- 東京本社 - 東京都港区
- 土浦つくば工場（土浦） - 茨城県土浦市
- 土浦つくば工場（つくば） - 茨城県牛久市
- 滋賀工場 - 滋賀県蒲生郡竜王町
- 竜王工場 - 滋賀県蒲生郡竜王町
- 鏡工場 - 滋賀県蒲生郡竜王町
- 広島東城工場 - 広島県庄原市
- 石川工場 - 石川県能美市

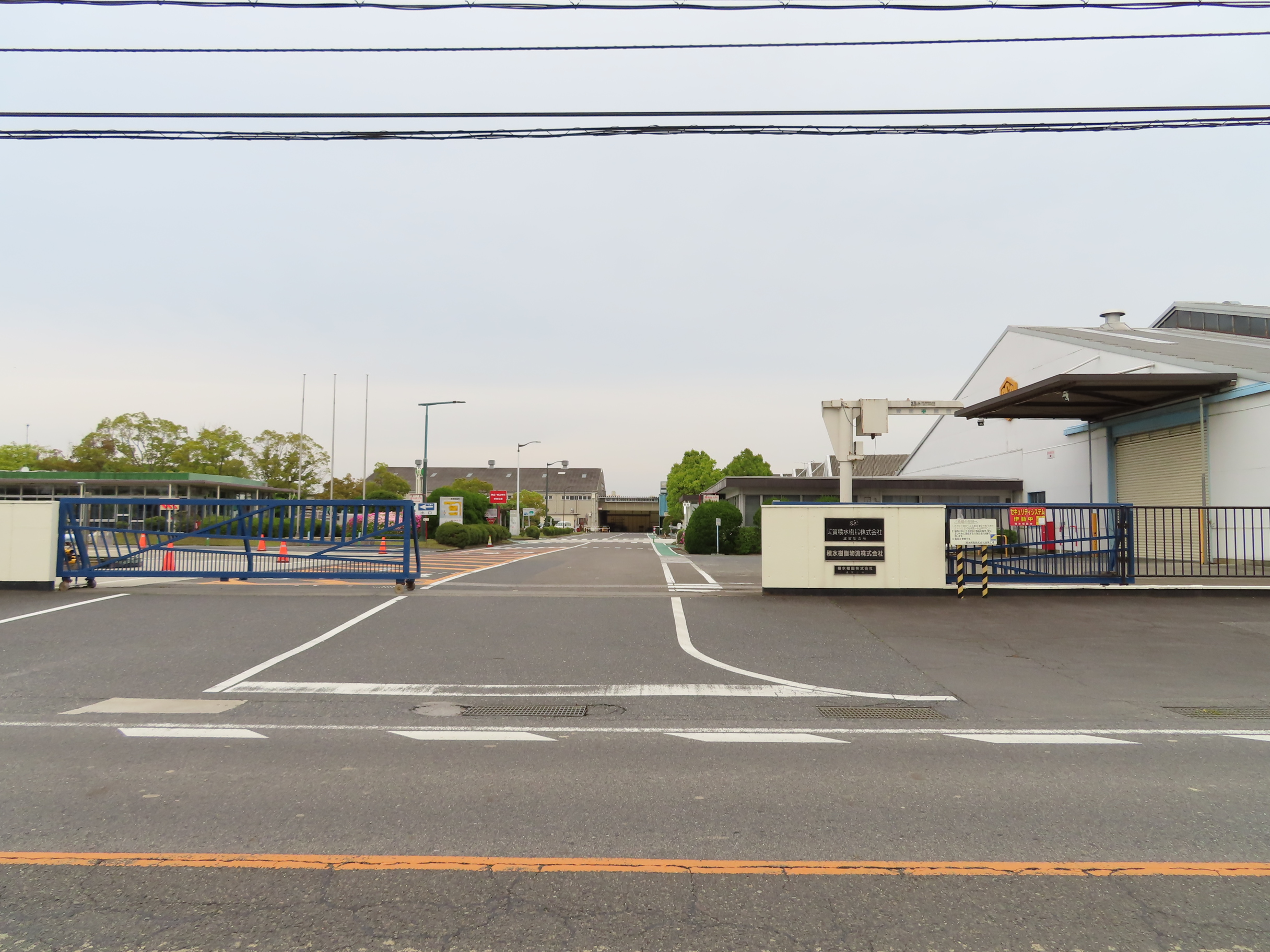
滋賀工場
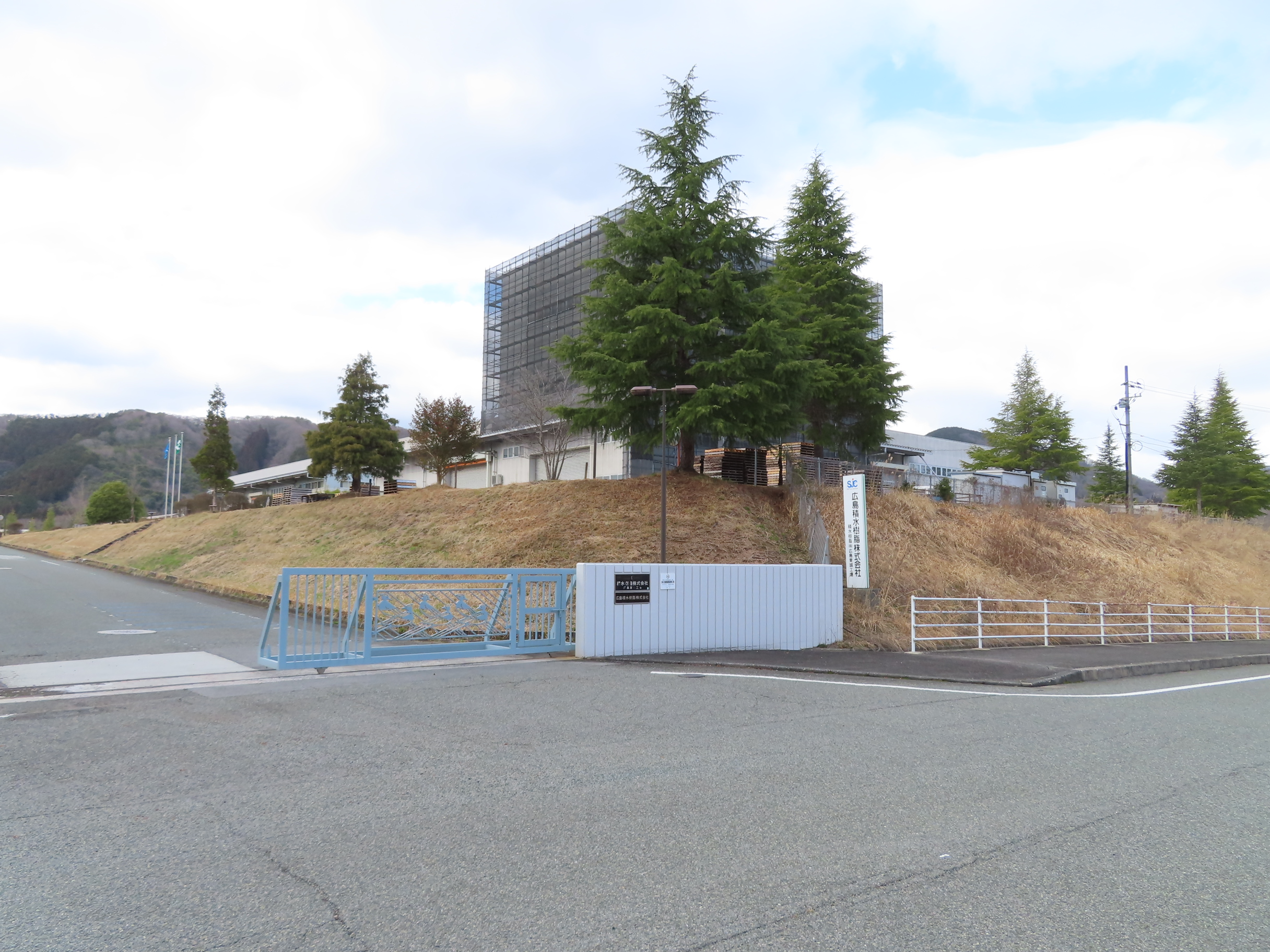
広島東城工場

## 提供番組
現在
- TOTOジャパンクラシック
- ダンロップフェニックストーナメント

過去
- 三井住友VISA太平洋マスターズ
- 全日空オープンゴルフトーナメント
- 大京オープン